# Csak egy mozi
Csak egy mozi, 1985-ben bemutatott magyar játékfilm, Sándor Pál rendezése. A főszereplő Jean-Pierre Léaud francia színész, aki François Truffaut kedvenc színésze volt, több filmjében szerepelt, többek között a Négyszáz Csapás, Lopott csókok, Családi fészek c. filmekben. A további szerepekben Major Tamás, Gisela May, Denissa Kučerová és Garas Dezső látható.

## Cselekmény
A filmrendező Péter, akit Jean-Pierre Léaud játszik feleségével Judittal, hazafelé tart a forgatásról, amikor meglát egy gyönyörű fiatal lányt (Denissa Kučerová). Szándékosan lemarad a pesti vonatról, hogy megismerkedhessen vele. Az állomáson eközben felbukkan a készülő film főszereplője Tamás (Major Tamás), a szenilis öreg színész, akit éppen most készültek leváltani. Közben váratlanul megérkezik a rendező mamája (Gisela May) is.
Egy filmforgatás hétvégi szünetében zajlanak az események a fent említett szereplőkkel,  zűrzavaros kapcsolatok, emlékek kavalkádjával és az időjárás szélsőségei közt - viharos szél, zuhogó eső, napsütés -  egy kőbányában felállított filmdíszlet (fa híd, tükrös terem, lakókocsik) között. 

## Értékelése
A szereplő színészek meggyőző játéka, különösen a két főszereplő, Péter a rendező és Tamás a színész teszik bájossá, elragadóvá ezt a kicsit elvont történetet. A magyar film egy „békebeli” az 1980-as évek gyöngyszeme. Az elmúlásról, a végről. Vannak események amik elkezdődnek és véget érnek, vannak események, melyek el se kezdődnek és véget érnek.